# Gunasari
Gunasari is een bestuurslaag in het regentschap Sumedang van de provincie West-Java, Indonesië. Gunasari telt 5254 inwoners (volkstelling 2010).